# 岡田鴨神社
岡田鴨神社（おかだかもじんじゃ）は、京都府木津川市加茂町北にある神社。式内社（式内大社）で、旧社格は郷社。賀茂県主氏の祖である建角身命を祀る。

## 歴史

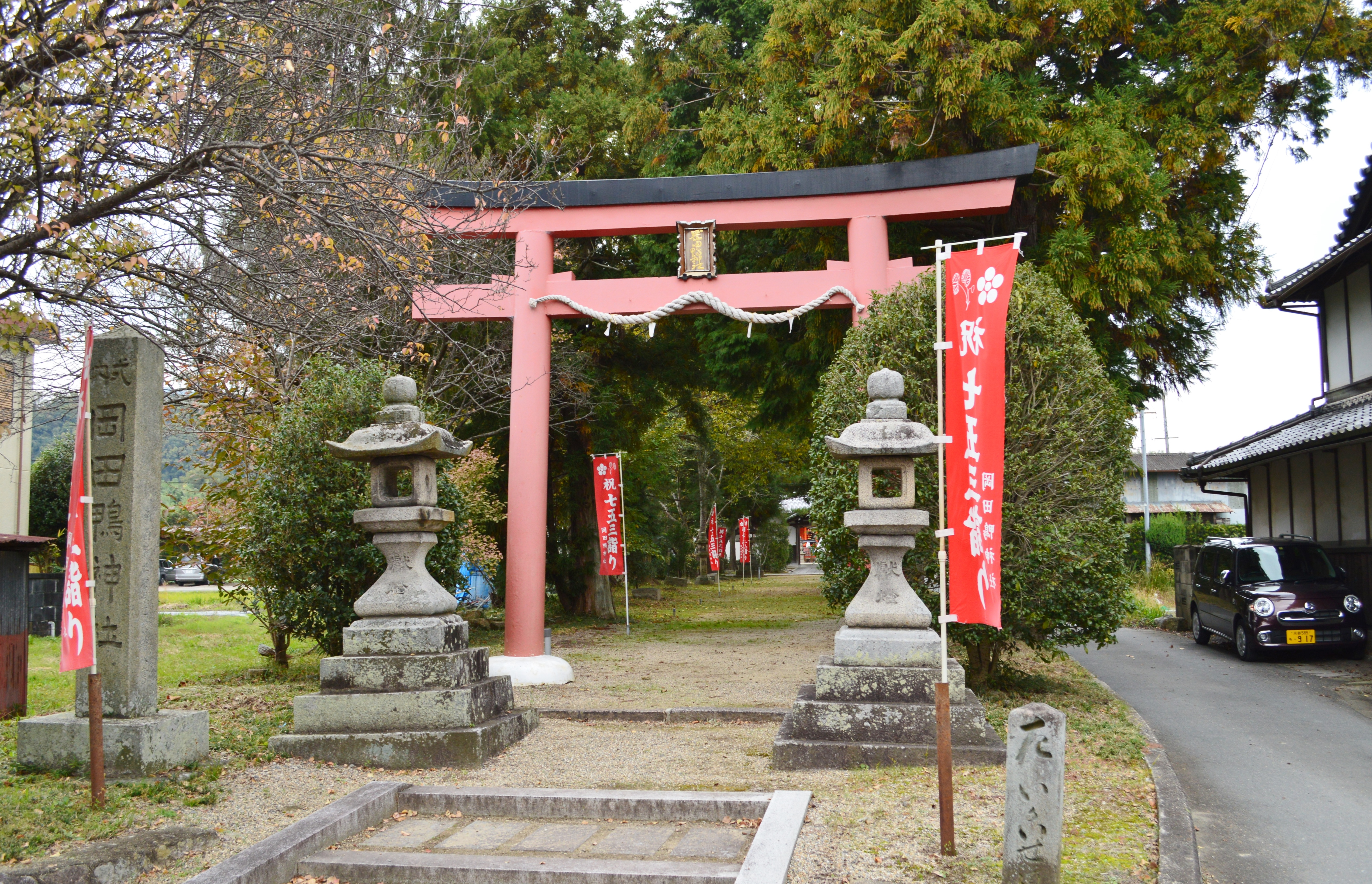
鳥居

『山城国風土記』逸文によれば、建角身命は大和国葛城から山城国岡田賀茂を経て洛北の賀茂御祖神社（下鴨神社）に鎮まったとある。崇神天皇の治世に賀茂氏によって、建角身命に縁のある岡田賀茂の地に下鴨神社より勧請を受けて創建されたものと伝わる。
文献上の初見は『日本三代実録』貞観元年（859年）正月27日条で、当社に従五位上の神階を授けると見える。
延長5年（927年）成立の『延喜式』神名帳では山城国相楽郡に「岡田鴨神社 大 月次新嘗」として、式内大社に列するとともに、朝廷の月次祭・新嘗祭では幣帛に預かる旨が記載されている。
当社は元々現在地より北方（木津川河岸に「鴨大明神趾」がある）に鎮座していたが、木津川の流路が変わりたびたび水害に遭うようになったため、現在地に遷座した。現在地は元明天皇の岡田離宮の旧跡と伝えられる。離宮が廃された後、その旧跡を保存するために村人が神社を創建し、「天神社」と称した。その境内に岡田鴨神社を遷座したものである。現在、天満宮は境内社となっている。

## 境内

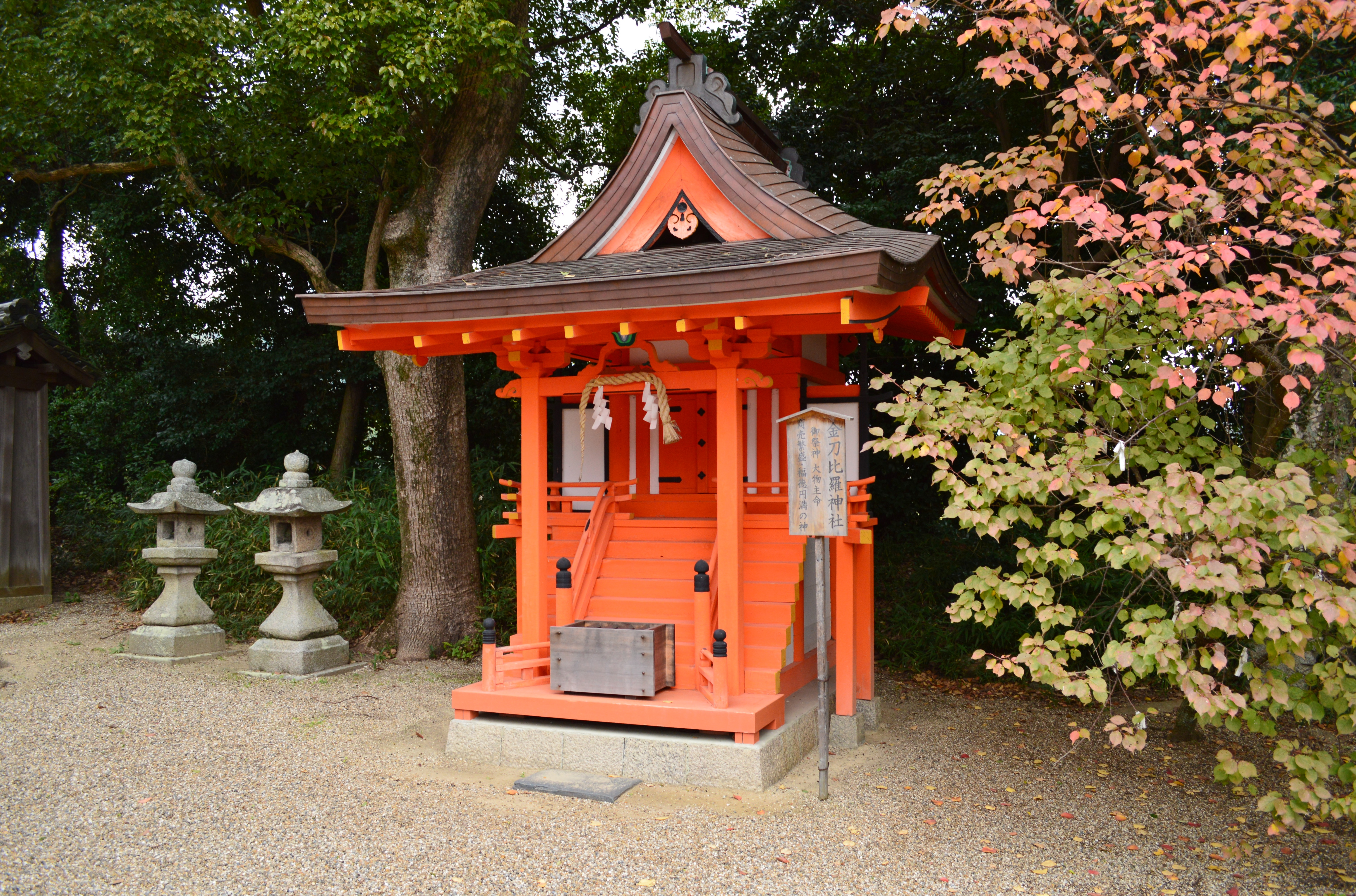
末社金刀比羅神社（京都府指定文化財）
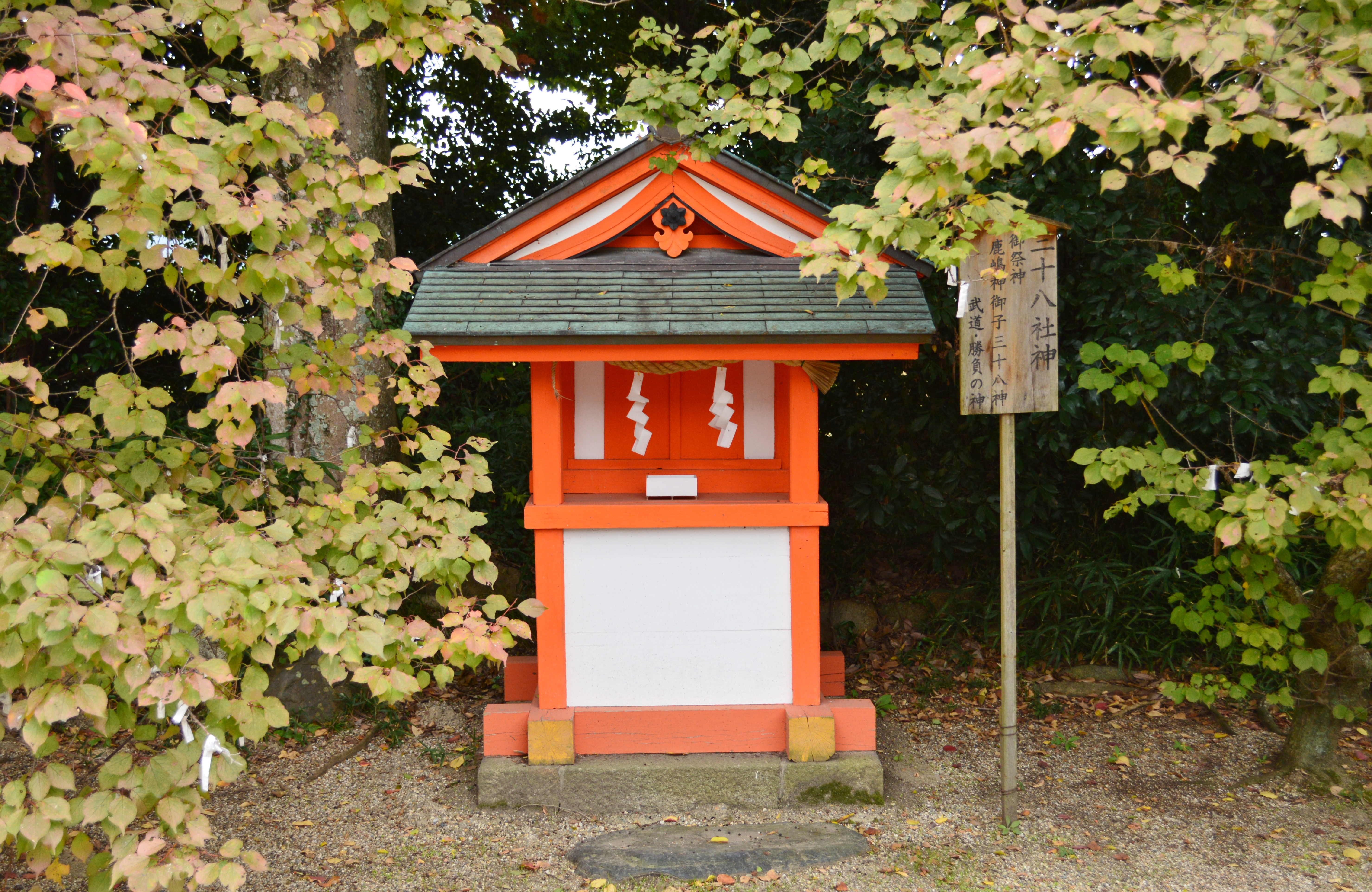
末社三十八社神（京都府指定文化財：附指定）
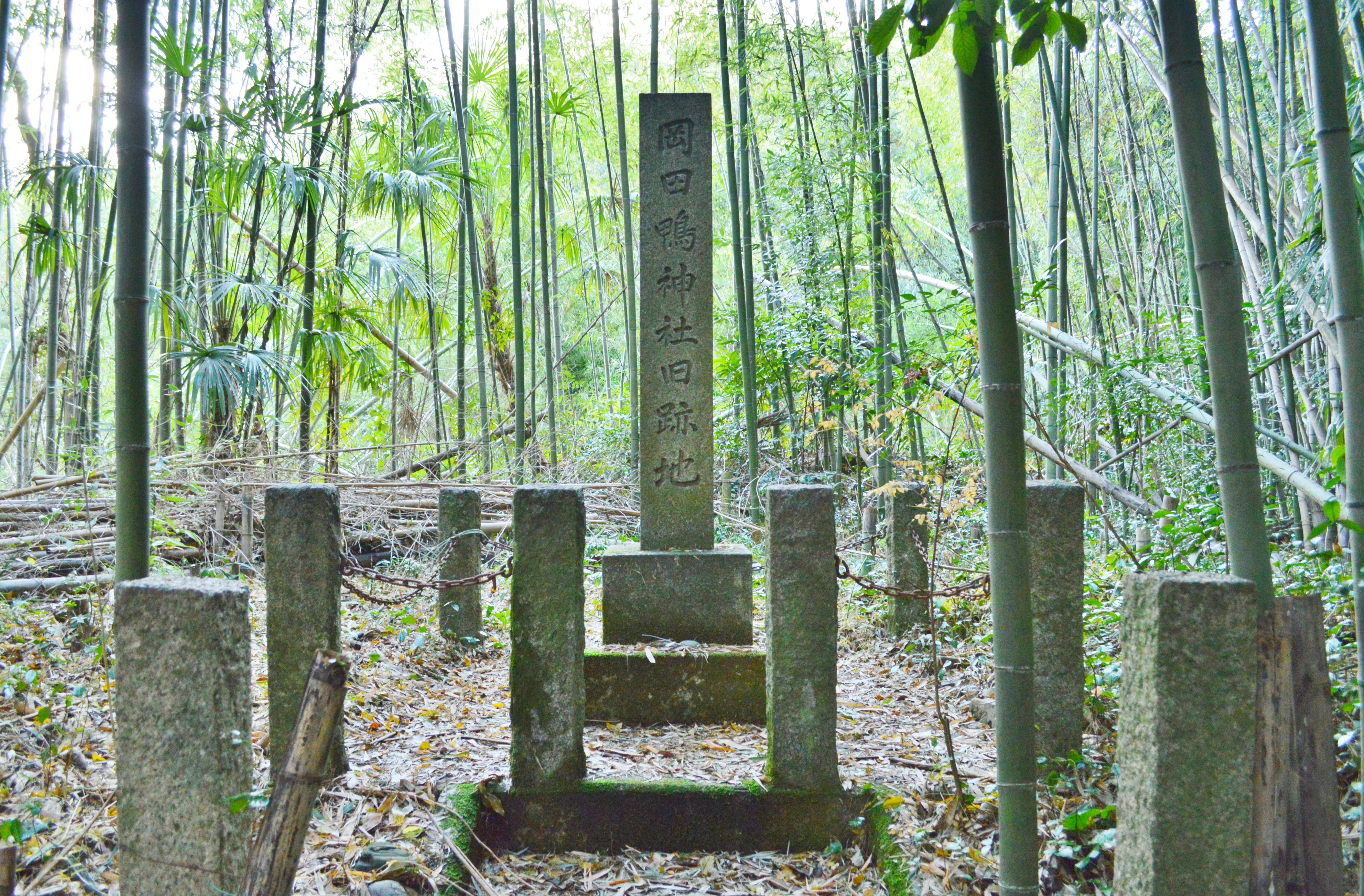
岡田鴨神社旧跡地碑
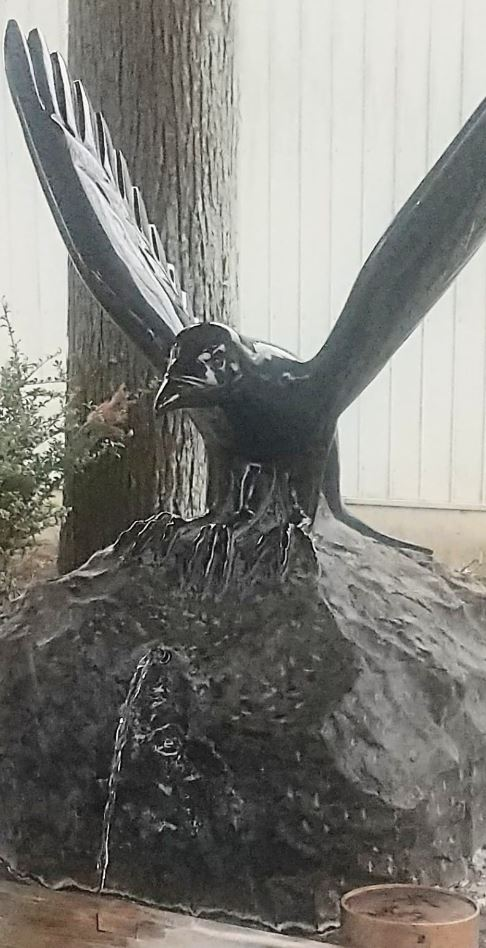
岡田鴨神社の手水舎

## 文化財

### 京都府指定文化財
- 有形文化財
  - 岡田鴨神社 3棟（建造物） - 平成30年（2018年）3月23日指定[1]。
    - 本殿及び摂社天満宮本殿 2棟（附 棟札 13枚）
    - 末社金刀比羅神社本殿 1棟（附 棟札3枚）
    - （附指定）末社三十八社神本殿 1棟
    - （附指定）末社三十八神社本殿棟札 2枚